# Малер, Анна Юстине
Анна Юстине Малер (нем. Anna Justine Mahler; 15 июня 1904[…], Вена — 3 июня 1988[…], Лондон) — австрийский скульптор, дочь композитора Густава Малера.

## Биография

### Ранние годы

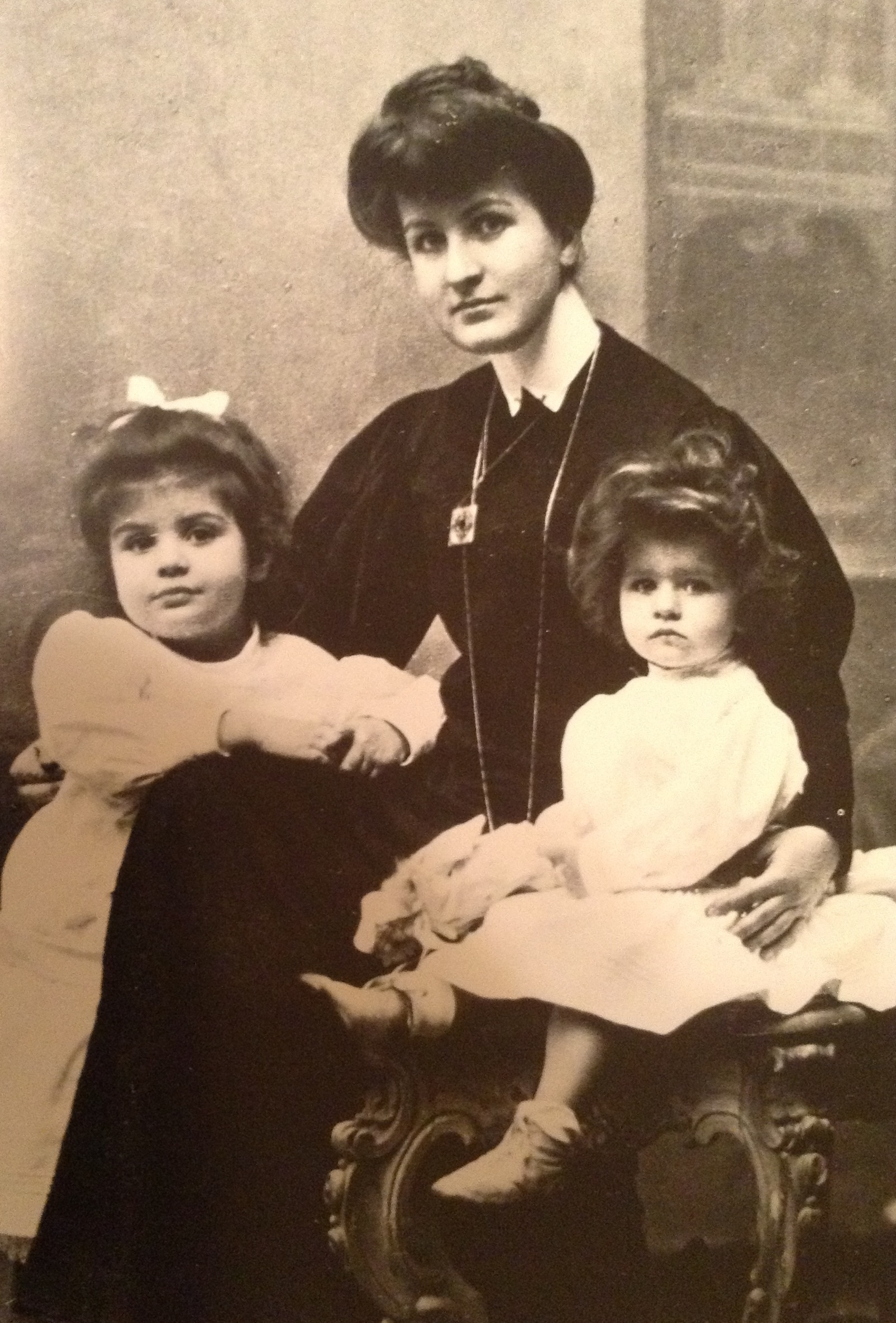
Анна Малер (справа) со своей старшей сестрой Марией и мамой, 1906 год

Родилась в 1904 году в Вене, была вторым ребёнком в еврейской семье композитора Густава Малера и Альмы Малер-Верфель. Детство прошло в тени любовных отношений её матери. Анна тяжело переживала потерю своей старшей сестры Марии (1902—1907), которая умерла от скарлатины и отца, умершего, когда Анне было шесть лет. Эти трагические события совпали по времени с любовной связью Альмы с немецким архитектором Вальтером Гропиусом и австрийским экспрессионистом Оскаром Кокошкой.
Анна получила образование от частных учителей, а также общалась с друзьями мамы, среди которых были музыканты, художники и писатели. Ожидалось, что Анна, как дочь Густава Малера, должна была посвятить себя музыке. Однако она влюбилась в молодого режиссёра Руперта Коллера, сына художницы Бронции Коллер-Пинель, и отказалась стать профессиональным музыкантом.

### Личная жизнь
Впервые вышла замуж в 1920 году, когда ей было всего шестнадцать лет; этот брак продлился восемь месяцев. Вскоре Анна переехала в Берлин и стала изучать искусство. Там влюбилась в композитора Эрнста Кренека, с которым вступила в брак 15 января 1924 года. Развелась пара в ноябре того же года.
В 1929 году вышла замуж за издателя Пауля Золная. 1930 года у супругов родилась дочь Альма, а через четыре года пара развелась.
Анна бежала из нацистской Австрии после аншлюса в марте 1938 года. К апрелю 1939 года она жила в Хэмпстеде в Лондоне и размещала рекламу в газете для учеников.
В 1970-х годах в пятый раз вышла замуж, на этот раз за сценариста и монтажника Альбрехта Йозефа. 1964 года, после того как умерла её мать, вернулась в Лондон, а в 1969 году — в Сполето.
В 1988 году Анна умерла в Лондоне в возрасте 84 лет, всего за несколько недель до крупной персональной выставки своих работ в Зальцбурге. Похоронена на Хайгейтском кладбище.

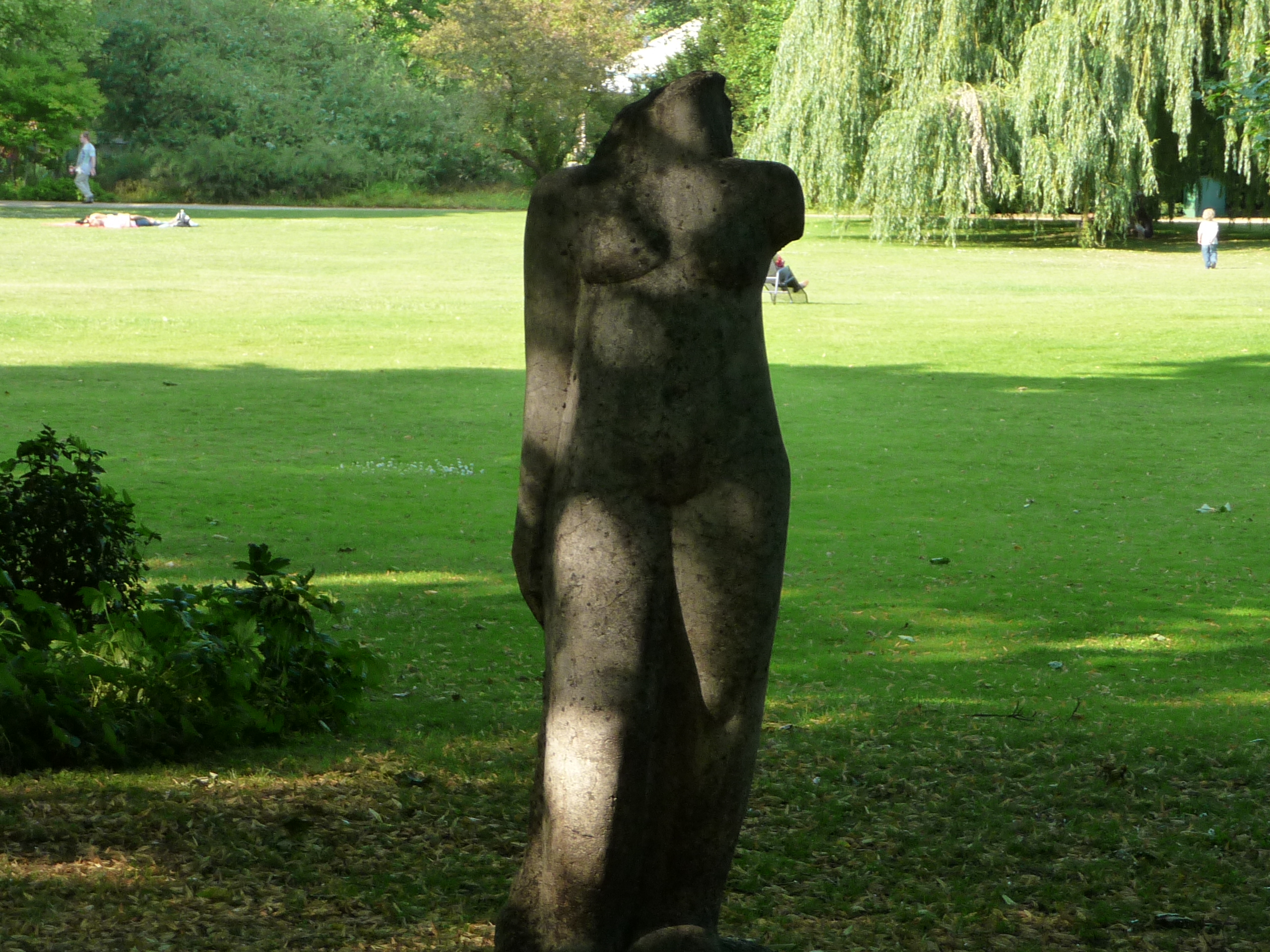
Скульптура Торсо в Мангейме

## Работы
Интерес Малер к изобразительному искусству проявился ещё в раннем возрасте, когда она посещала студию Оскара Кокошки. Она также в первое время была натурщицей для своей свекрови Бронции Коллер-Пинель. В течение 1920-х годов изучала искусство и живопись в Берлине, Париже и Риме. В 26 лет обнаружила для себя, что скульптура — это то, чем она хочет заниматься. 1930 года брала уроки у Фрица Вотрубы в Вене, где и стала профессиональным скульптором. В 1937 году получила гран-при в Париже.
Основным рабочим материалом Анны был камень, однако она также успешно создавала бронзовые бюсты известных композиторов, среди которых Арнольд Шёнберг, Альбан Берг, Артур Шнабель, Отто Клемперер, Бруно Вальтер, Рудольф Серкин.